# Agelasta nigrolineata
Agelasta nigrolineata là một loài bọ cánh cứng trong họ Cerambycidae.